# Auckland Tuatara
Die Auckland Tuatara waren ein professionelles Baseballteam aus Auckland. Das Franchise wurde am 26. August 2018 als Expansionsteam der Australian Baseball League gegründet und spielt dort in der North-East Division.

## Geschichte
Bereits seit 2009 wurde die Aufnahme eines neuseeländischen Teams in die Australian Baseball League diskutiert. Im November 2017 wurde die Erweiterung der Liga um zwei Teams für die Saison 2018/19 beschlossen und Auckland neben Geelong als eine der beiden Städte für die Etablierung eines Expansionsteams ausgewählt. Am 26. August wurde der offizielle Name und das Teamlogo veröffentlicht. Der ehemalige MLB-Pitcher und vorige Adelaide-Bite-Manager Steve Mintz wurde zum ersten Manager des Teams ernannt.
Das Team wird die erste Saison im McLeod Park in Te Atatū, einem Vorort von Auckland spielen und soll in der darauffolgenden Saison in das größere North Harbour Stadium umziehen.
Im Mai 2023 wurde das Team aus finanziellen Gründen aufgelöst.

## Aktueller Kader (ABL-Saison 2018/19)

### Pitcher
| Nr.               | Nat.               | Name             | Geburtstag        | Alter | vorherige Teams                 | im Verein seit | Vertrag bis | ERA   |
| ----------------- | ------------------ | ---------------- | ----------------- | ----- | ------------------------------- | -------------- | ----------- | ----- |
| Starting Pitchers |                    |                  |                   |       |                                 |                |             |       |
| 19                | Vereinigte Staaten | Josh Collmenter  | 7. Februar 1986   | 39    | Atlanta Braves, Gwinnett Braves | 2018           | 2019        | 2,37  |
| 50                | Neuseeland         | Kyle Glogoski    | 6. Januar 1999    | 26    | Sydney Blue Sox                 | 2018           | 2019        | 1,37  |
| 28                | Japan              | Atsuki Taneichi  | 7. September 1998 | 26    | Chiba Lotte Marines             | 2018           | 2019        | 3,45  |
| 36                | Australien         | Scott Cone       | 1. März 1992      | 33    | Canberra Cavalry                | 2018           | 2019        | 4,50  |
| 39                | Vereinigte Staaten | John Holdzkom    | 19. Oktober 1987  | 37    | Pittsburgh Pirates              | 2018           | 2019        | 3,38  |
| 46                | Neuseeland         | Jimmy Boyce      | 2. Juni 1997      | 28    | Scottsdale Community College    | 2018           | 2019        | 4,29  |
| Bullpen           |                    |                  |                   |       |                                 |                |             |       |
| 20                | Japan              | Tomohito Sakai   | 2. Januar 1993    | 32    | Chiba Lotte Marines             | 2018           | 2019        | 2,57  |
| 24                | Japan              | Yuki Harada      | 19. Oktober 1994  | 30    | Kagawa Olive Guyners            | 2018           | 2019        | 16,88 |
| 34                | Kanada             | Brandon Marklund | 10. Juni 1996     | 29    | Bryan College Lions             | 2018           | 2019        | 2,16  |
| 21                | Taiwan             | Chen Yu-Hsuan    | 25. Oktober 1995  | 29    | Uni-President 7-Eleven Lions    | 2018           | 2019        | 9,64  |
| 40                | Japan              | Ryota Okumoto    | 2. April 1992     | 33    |                                 | 2018           | 2019        | 5,79  |
| 30                | Australien         | Nathan Crawford  | 5. November 1986  | 38    | Canberra Cavalry                | 2018           | 2019        | 10,12 |
| 27                | Vereinigte Staaten | Ross Vance       | 7. Dezember 1991  | 33    | Somerset Patriots               | 2018           | 2019        | 54,00 |

### Feldspieler
| Nr.        | Nat.                | Name             | Geburtstag         | Alter | vorherige Teams                 | im Verein seit | Vertrag bis | AVG  |
| ---------- | ------------------- | ---------------- | ------------------ | ----- | ------------------------------- | -------------- | ----------- | ---- |
| Infielder  |                     |                  |                    |       |                                 |                |             |      |
|            | Neuseeland          | Daniel Lamb-Hunt | 20. Mai 1987       | 38    | Bonn Capitals, Brisbane Bandits | 2018           | 2019        | .234 |
|            | Vereinigte Staaten  | Nick Tanielu     | 4. September 1992  | 32    | Houston Astros (AAA)            | 2018           | 2019        |      |
|            | Vereinigte Staaten  | Taylor Snyder    | 28. September 1994 | 30    | Colorado Rockies (A)            | 2018           | 2019        | .105 |
|            | Japan               | Taiga Hirasawa   | 24. Dezember 1997  | 27    | Chiba Lotte Marines             | 2018           | 2019        | .000 |
|            | Vereinigte Staaten  | Joe Perez        | 12. August 1999    | 26    | Houston Astros (R)              | 2018           | 2019        |      |
|            | Vereinigte Staaten  | Luke Hansen      | 29. Juli 1994      | 31    | St. Cloud State University, MN  | 2018           | 2019        | .161 |
|            | Taiwan              | Tsai Yi-Hsuan    | 14. Mai 1994       | 31    | Uni-President 7-Eleven Lions    | 2018           | 2019        |      |
| Outfielder |                     |                  |                    |       |                                 |                |             |      |
|            | Vereinigte Staaten  | Blaine Prescott  | 28. Juli 1995      | 30    | Texas Rangers (A)               | 2018           | 2019        |      |
|            | Vereinigte Staaten  | Max Brown        | 30. April 1993     | 32    | Adelaide Bite                   | 2018           | 2019        | .222 |
|            | Vereinigte Staaten  | Zach Clark       | 5. Dezember 1995   | 29    | Milwaukee Brewers (A)           | 2018           | 2019        | .216 |
|            | Vereinigte Staaten  | Eric Jenkins     | 30. Januar 1997    | 28    | Texas Rangers (A)               | 2018           | 2019        | .240 |
|            | China Volksrepublik | Xu Guiyuan       | 29. Januar 1996    | 29    | Baltimore Orioles (A-)          | 2018           | 2019        | .310 |
| Catcher    |                     |                  |                    |       |                                 |                |             |      |
|            | Neuseeland          | Beau Bishop      | 6. Juli 1993       | 32    | Adelaide Bite                   | 2018           | 2019        | .200 |
|            | Taiwan              | Kuo Chun-Wei     | 18. Juli 1992      | 33    | Uni-President 7-Eleven Lions    | 2018           | 2019        | .167 |

Reservespieler:
Andrew Marck, Kris Richards, Takahiro Kaneka, Marko Lezaic, Yuuki Takahashi, James Hill, Sage Shaw-Tait, Dante Makea-Matakatea,
Matt Boyce, Mitchell Finnie, Nao Fukuda, Correze Nepia, Elliot Johnstone, Duncan Izaaks, Keegan Swanepoel, Seth Gibson.
Stand: 10. Dezember 2018

## Spielstätten

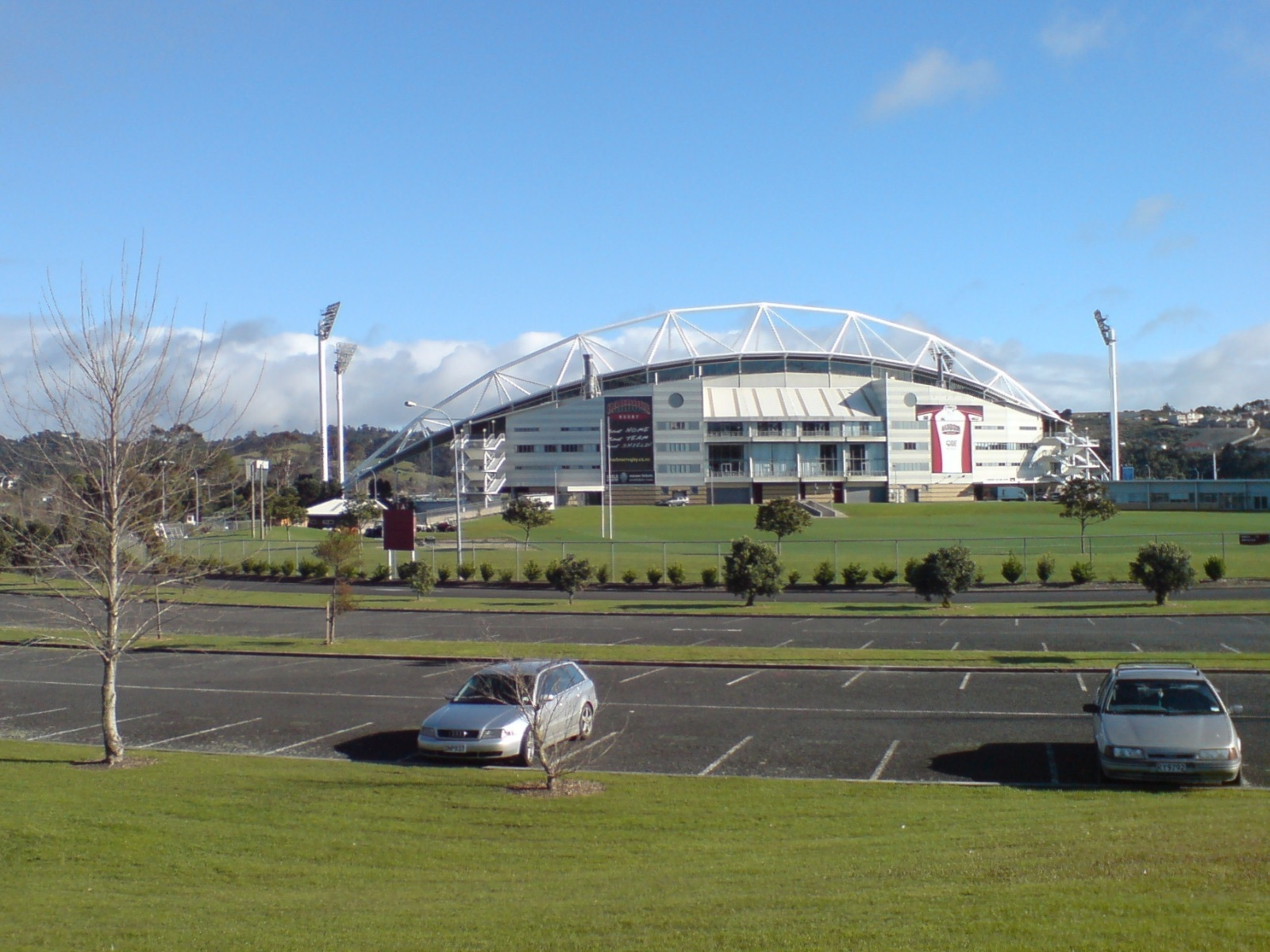
Das North Harbour Stadium in Albany, zukünftige Heimat der Auckland Tuatara

Für die erste Saison der Auckland Tuatara wurde der McLeod Park in Te Atatū, einem Vorort von Auckland auf eine Kapazität von 2.000 Zuschauern ausgebaut. In der darauffolgenden Saison 2019/20 ist der Umzug in das North Harbour Stadium in Albany geplant, das für diesen Zweck zunächst umfangreich umgebaut werden muss.

## Trivia
Der Name Tuatara bezieht sich auf das gleichnamige, vom Aussterben bedrohte Reptil, das auch unter der Bezeichnung Brückenechse bekannt ist. Die Echsenart existiert heute ausschließlich auf etwa dreißig kleinen neuseeländischen Inseln. Es wird angenommen, dass es weltweit noch etwa 50.000 bis 100.000 Tuatara gibt, von denen die größte Population auf der Stephens Island in Neuseeland beheimatet ist. Aufgrund der akuten Gefährdung der Art plant das Franchise jährliche Spenden an Vereine, die sich für den Erhalt der Tuatara einsetzen.
Neben den Auckland Tuatara sind für zukünftige ABL-Saisons weitere neuseeländische Teams aus Wellington und Christchurch geplant.